# Frysk Hynder

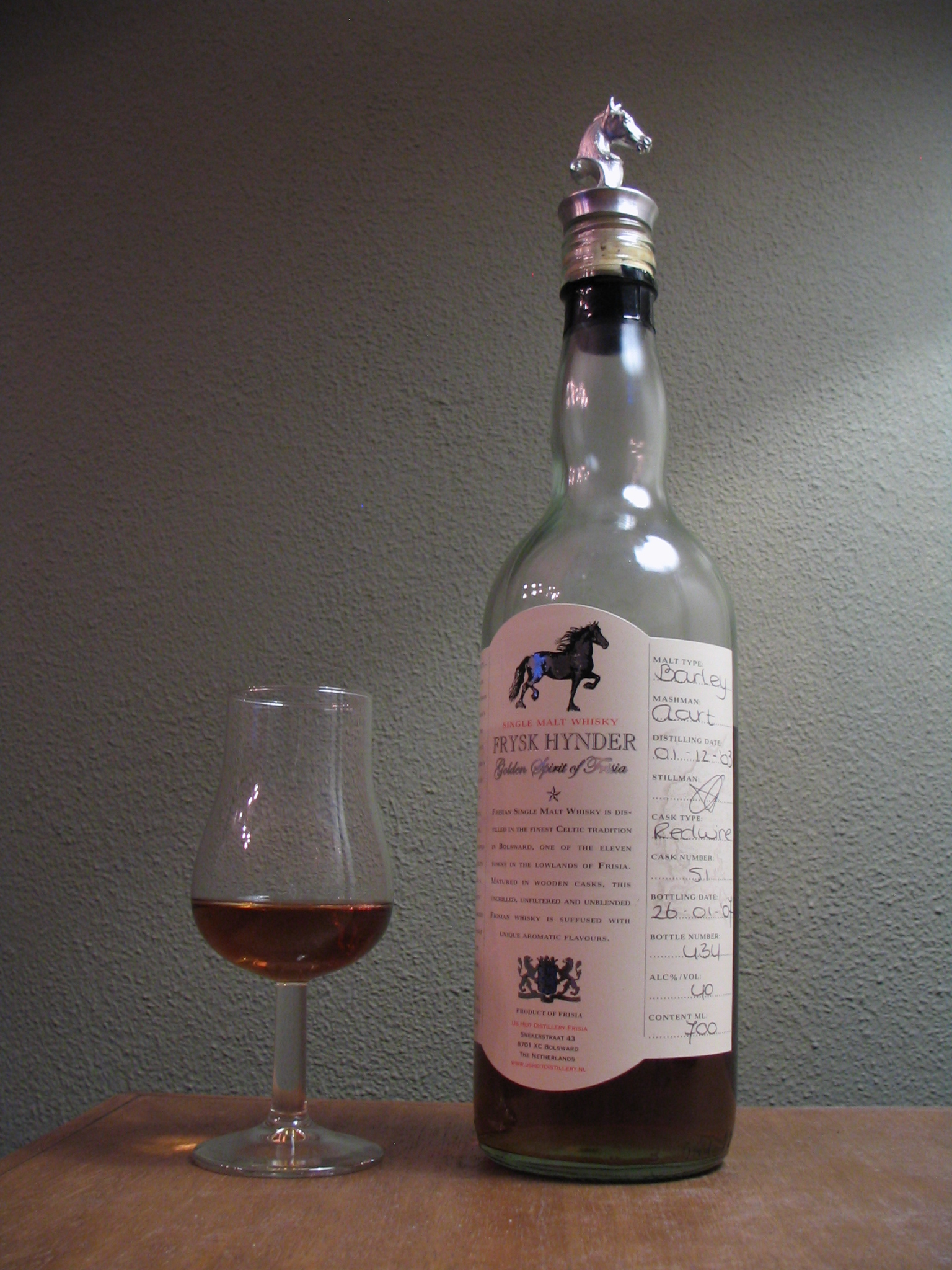
Fles Frysk Hynder

Frysk Hynder (Friesch paard) is een Nederlandse single malt whisky, gedistilleerd in de Friese Us Heit Distillery te Bolsward.

## Ontstaan
Frysk Hynder is de eerste single malt van Nederlandse bodem en ontstond als liefhebberij van de bierbrouwers van Us Heit, Aart en Marianne van der Linde. De whisky is voor het eerst gestookt en gelagerd in 2002, de eerste flessen Frysk Hynder kwamen in 2005 op de markt.

## Productie
De whisky wordt gedistilleerd uit een speciaal bier, welke gebrouwen is uit gerookt mout. Na het tweevoudige destillatieproces (waarbij het alcoholpercentage naar 40% gaat) wordt de whisky 3 jaar gelagerd (gerijpt) op eikenhouten vaten, wat voor een single malt whisky het minimum is. De vaten zijn afkomstig van wijnboeren uit Frankrijk en Portugal. De whisky wordt gebotteld volgens het un-chillfiltered principe (zonder diepkoeling en filtratie), waardoor deze bij koud serveren wat troebel kan lijken. De jaarproductie bedraagt 10.000 liter of 14.000 flessen (gemiddeld 77 flessen per dag); elke fles Frysk Hynder heeft een etiket, waarop met de hand de kenmerken van de batch (de partij flessen die uit hetzelfde vat van 600 liter gebotteld zijn) ingevuld zijn.